# 佐久間実勝
佐久間 実勝（さくま さねかつ）は、安土桃山時代から江戸時代前期にかけての茶人、旗本。諱を真勝（さねかつ）・直勝ともいう。佐久間将監の名で知られる。茶道・宗可流の開祖。
豊臣秀吉の小姓となり、のちに徳川家康から家光まで三代に仕えた。慶長9年（1608年）6月22日、従五位下伊予守に叙任。慶長14年（1609年）、名古屋城築城の普請奉行を務めた。のちに使番に列せられ、寛永9年（1632年）10月3日、作事奉行となり、同10年（1633年）12月24日に2000石を賜る。
茶人として著名であった。茶道は古田織部や小堀遠州に師事し、山隠宗可または匿藪斎と号し、晩年に京の大徳寺龍光院内に塔頭寸松庵を建立し、これを隠居所とした。前庭一面に小松を植えていたので寸松庵の名があり、この庵で愛蔵した伝紀貫之筆という12枚の色紙は『寸松庵色紙』と称され、平安時代を代表する古筆として名高い。この色紙は、もと和泉国南宗寺に存したが、実勝が烏丸光広から入手し、1枚ごとにその歌意を描いた金地扇面画を添えて帖に仕立てた。同じく堀田正吉の娘を室としていた喜多見重勝に茶道を指南した。
神奈川県横浜市中区の三渓園内に移設されている聴秋閣は元々、元和9年（1623年）に江戸幕府3代将軍徳川家光が上洛するに際し、実勝が命じられて二条城内に建造されたものである。その後、移設や改装が加えられているとされる。
室の実家である堀田氏を通じ、春日局と縁故があったと推測されており、前出の聴秋閣はのちに春日局に払い下げられ江戸に移設され、さらに春日局実家の稲葉家の藩邸に移設されて幕末に至っている。